# Nchelenge
Nchelenge é uma cidade e um distrito da Zâmbia, localizados na província Luapula.